# Musée grison des Beaux-Arts

Le Musée grison des Beaux-Arts est un musée d'art situé dans la ville de Coire, en Suisse. 

## Histoire

### Directeur
- Depuis octobre 2011 : Stephan Kunz[1]